# Nemalecium lighti
Nemalecium lighti är en nässeldjursart som först beskrevs av Edward Hargitt 1924.  Nemalecium lighti ingår i släktet Nemalecium och familjen Haleciidae. Inga underarter finns listade i Catalogue of Life.